# Tim Lee (musicien)
Pour les articles homonymes, voir Lee.
 (avril 2016).
Tim Lee, alias Tim 'Love' Lee (né en janvier 1970 à Cambridge en Angleterre) est un musicien anglais, producteur de disque et disc jockey (DJ). Il est le fondateur de Tummy Touch Records. Il est connu comme l'un des pionniers de la musique dance et de la musique trip hop. Durant les années 1990 and 2000 Lee a réalisé trois albums et trois albums de remix disponibles dans le commerce. Il habite actuellement[Quand ?] à Brooklyn, à New York City.

## Biographie
En 1989, Lee étudie la musique à Nottingham, après avoir fait partie de groupes locaux comme Bhagwan Fresh and The Gurus of Jive. Après ses études il rejoint Katrina and the Waves pendant deux ans en tant que joueur d'orgue Hammond. Lee apparaît dans leur album Pet The Tiger (Virgin, 1991). En août 1994, Lee lance son premier label de musique , Peace Feast Industries.
En 1996 Lee lance Tummy Touch Records, qui représente Groove Armada, Tutto Matto, and Tom Vek (en). En 1997, Lee produit son premier album. Confessions of a Selector.

## Discographie

### Albums
- Tim 'Love' Lee – Confessions of a Selector (TUCH007, 1997)[7]
- Tim 'Love' Lee – Just Call Me Lone Lee (TUCH040, 2000)[8]
- Tim 'Love' Lee – Against Nature (TUCH114, 2005)[9]

### Albums remix
- Various artists – It's All Good (K7, 2003)[10]
- Various artists – Coming Home (Stereo Deluxe, 2007)[11]
- Various artists – The Trip (Universal Import, 2004)[12]